# AHL 1946/47
Die Saison 1946/47 war die elfte reguläre Saison der American Hockey League (AHL). Während der regulären Saison bestritten die zehn Teams der Liga jeweils 64 Spiele. Die sechs besten Mannschaften der AHL spielten anschließend in einer Play-off-Runde um den Calder Cup.

## Teamänderungen
Folgende Änderungen wurden vor Beginn der Saison vorgenommen:
- Die Philadelphia Rockets nahmen nach vier Jahren den Spielbetrieb wieder auf
- Die Springfield Indians nahmen nach vier Jahren den Spielbetrieb wieder auf
- Die New Haven Eagles änderten ihren Namen in New Haven Ramblers

## Reguläre Saison

### Abschlusstabellen
Abkürzungen: GP = Spiele, W = Siege, L = Niederlagen, T = Unentschieden, OTL = Niederlage nach Overtime, GF = Erzielte Tore, GA = Gegentore, Pts = Punkte

Erläuterungen: In Klammern befindet sich die Platzierung innerhalb der Conference;       = Playoff-Qualifikation,       = Division-Sieger,       = Conference-Sieger

#### Reguläre Saison
| East Division        | GP | W  | L  | T  | GF  | GA  | Pts |
| -------------------- | -- | -- | -- | -- | --- | --- | --- |
| Hershey Bears        | 64 | 36 | 16 | 12 | 276 | 174 | 84  |
| Springfield Indians  | 64 | 24 | 29 | 11 | 202 | 220 | 59  |
| New Haven Ramblers   | 64 | 23 | 31 | 10 | 199 | 218 | 56  |
| Providence Reds      | 64 | 21 | 33 | 10 | 226 | 281 | 52  |
| Philadelphia Rockets | 64 | 5  | 52 | 7  | 188 | 400 | 17  |

| West Division         | GP | W  | L  | T  | GF  | GA  | Pts |
| --------------------- | -- | -- | -- | -- | --- | --- | --- |
| Cleveland Barons      | 64 | 38 | 18 | 8  | 272 | 215 | 84  |
| Buffalo Bisons        | 64 | 36 | 17 | 11 | 257 | 173 | 83  |
| Pittsburgh Hornets    | 64 | 35 | 19 | 10 | 260 | 188 | 80  |
| Indianapolis Capitals | 64 | 33 | 18 | 13 | 285 | 215 | 79  |
| St. Louis Flyers      | 64 | 17 | 35 | 12 | 211 | 292 | 46  |

### Beste Scorer
Abkürzungen: GP = Spiele, G = Tore, A = Assists, Pts = Punkte, +/- = Plus/Minus, PIM = Strafminuten; Fett: Saisonbestwert
| Spieler           | Team                  | GP | G  | A  | Pts | PIM |
| ----------------- | --------------------- | -- | -- | -- | --- | --- |
| Phil Hergesheimer | Philadelphia Rockets  | 64 | 48 | 44 | 92  | 20  |
| Bob Carse         | Cleveland Barons      | 62 | 27 | 61 | 88  | 16  |
| Johnny Holota     | Cleveland Barons      | 64 | 52 | 35 | 87  | 28  |
| Les Douglas       | Indianapolis Capitals | 51 | 26 | 57 | 83  | 26  |
| Cliff Simpson     | Indianapolis Capitals | 54 | 42 | 36 | 78  | 28  |
| John Chad         | Providence Reds       | 63 | 32 | 43 | 75  | 12  |
| Pete Leswick      | Cleveland Barons      | 64 | 32 | 41 | 73  | 35  |
| Frank Mario       | Hershey Bears         | 64 | 24 | 47 | 71  | 65  |

## Calder-Cup-Playoffs

### Modus
Für die Play-offs qualifizierten sich die sechs besten Mannschaften der American Hockey League. In der ersten Play-off-Runde traf jeweils der Erste der Eastern Division auf den Ersten der Western Division, der Zweite der Eastern Division auf den Zweiten der Western Division, sowie der Dritte der Easern Division auf den Dritten der Western Division. Die beiden Sieger aus den Duellen der Mannschaften auf den Plätzen zwei und drei trafen daraufhin in der zweiten Runde aufeinander, während der Gewinner aus dem Duell der beiden Divisionsgewinner durch ein Freilos automatisch für das Finale qualifiziert war. Die ersten beiden Play-off-Runden fanden im Modus Best-of-Three statt, wobei die beiden Divisionsgewinner im Modus Best-of-Seven um die Finalteilnahme spielten. Das Finale selbst wurde ebenfalls im Modus Best-of-Seven ausgespielt.

### Play-off-Übersicht

#### Erste Runde
- (E1) Hershey Bears – (W1) Cleveland Barons 4:0
- (W2) Buffalo Bisons – (E2) Springfield Indians 2:0
- (W3) Pittsburgh Hornets – (E3) New Haven Ramblers 2:1

#### Zweite Runde
- (E1) Freilos für die Hershey Bears
- (W3) Pittsburgh Hornets – (W2) Buffalo Bisons 2:0

#### Finale
- (E1) Hershey Bears – (W3) Pittsburgh Hornets 4:3

## Vergebene Trophäen

### Mannschaftstrophäen
| Auszeichnung                                                            | Team             |
| ----------------------------------------------------------------------- | ---------------- |
| Calder Cup Gewinner der AHL-Playoffs                                    | Hershey Bears    |
| F. G. „Teddy“ Oke Trophy Bestes Team der West Division, reguläre Saison | Cleveland Barons |